# Mikael Ohlsson
Pour les articles homonymes, voir Ohlsson.
Mikael Ohlsson (de son nom complet Anders Bertil Mikael Ohlsson), est un homme d'affaires et chef d'entreprise suédois, né en 1957 à Linköping. Il fut le PDG de la firme IKEA, de 2009 à 2013.

## Biographie

### Jeunesse et études
Mikael naît à Linköping en 1957, où il passera toute sa jeunesse.
Mikael commence ses études à l'Université de Linköping, où il devient un grand génie industriel.

### Les années Ikea
En 1979, Mikael est nommé chef du département de mathématiques de Ikea, alors qu'il est étudiant. Peu après, Ohlsson devient directeur de magasin à Sundsvall. En 1982, il devient directeur marketing d'Ikea. En 1991, quand il était chef d'Ikea Belgique, il licencie le chef du magasin à Hognoul (Belgique), entre autres, parce que celui-ci n'avait pas dit à l'entretien d'engagement qu'il était gay. Ce qui, selon les dires d'Ohlsson, ne serait pas un problème pour un décorateur ou une caissière, mais bien pour un chef de magasin.
Et en 2009, il devient PDG de la marque aux dépens de Anders Dahlvig (en). Il quitte ses fonctions en septembre 2013, date à laquelle Peter Agnefjäll lui succède à la tête du groupe.